# Davilla bilobata
Davilla bilobata är en tvåhjärtbladig växtart som beskrevs av Aymard. Davilla bilobata ingår i släktet Davilla, och familjen Dilleniaceae. Inga underarter finns listade i Catalogue of Life.